# Zamek w Czuchowie
Zamek w Czuchowie – wielokrotnie przebudowywany, obecnie nie posiada cech stylowych. Obiekt otaczają pozostałości parku w stylu angielskim (romantycznym). W parku znajduje się kaplica zamkowa wybudowana prawdopodobnie przez baronów Welczek w I poł. XIX wieku.
W II poł. XVIII w. zamek znajdował się w rękach rodu von Kalinowski. W 1793 r. posiadał go Jan Kalinowski i jego żona Marianna rodz. Dressler. Na początku XIX w. w zamku znajdowała się spora kolekcja dzieł sztuki należąca do ówczesnych właścicieli – wolnych baronów z rodu von Welczek. W 1846 r. w Berlinie wolny baron Karol von Welczek wydał wykaz obrazów znajdujących się na zamku (Verzeichniss der Gemälde-Sammlung, welche zu Czuchow bei Gleiwitz in Oberschlesien im Besitz des Freiherrn Carl von Welczek sich Befindet, Berlin 1846). Wśród dzieł znajdowały się litografie francuskiego artysty Horace'a Vernet'a.
Po II wojnie światowej w pomieszczeniach zamku osiedlili się pracownicy miejscowego PGR-u. Wówczas obiekt utracił starą formę architektoniczną i został w dużym stopniu zniszczony. Do 2001 roku obiekt był własnością Agencji Własności Rolnej Skarbu Państwa. Obecnie własność GiM Czerwionka-Leszczyny.

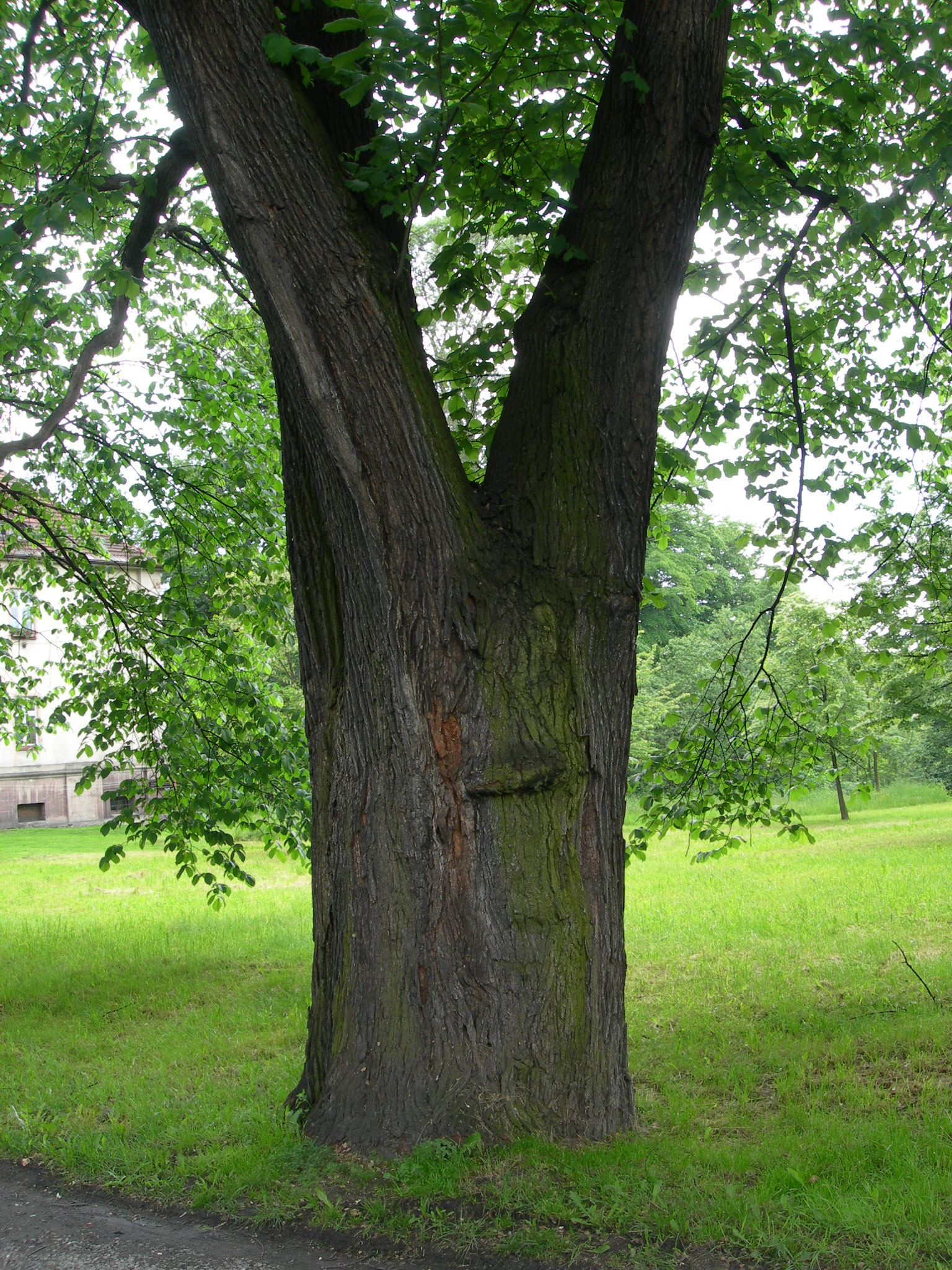
Pomnikowy wiąz górski w parku dworskim.
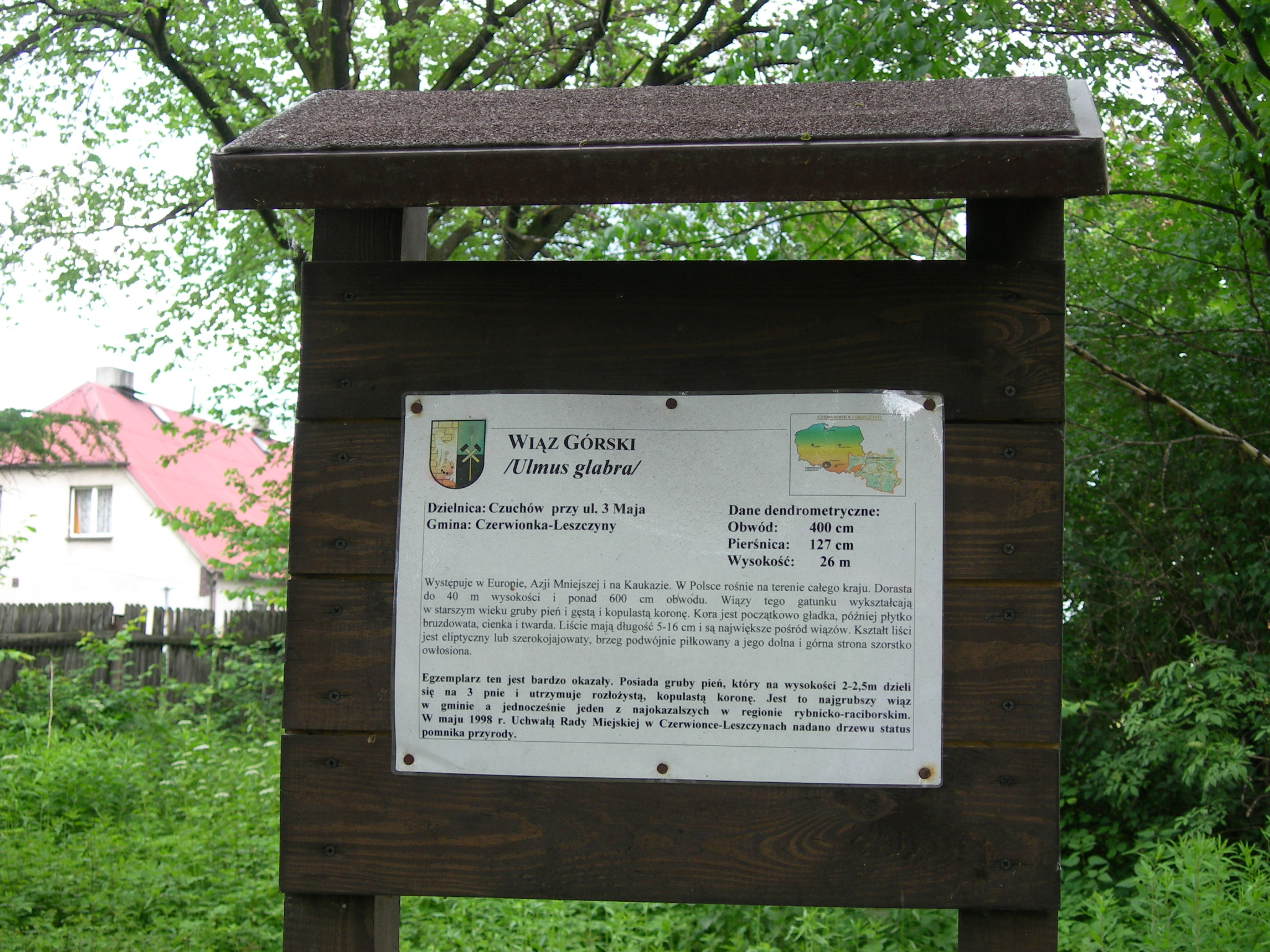
Tablica informacyjna obok wiązu górskiego w parku dworskim.
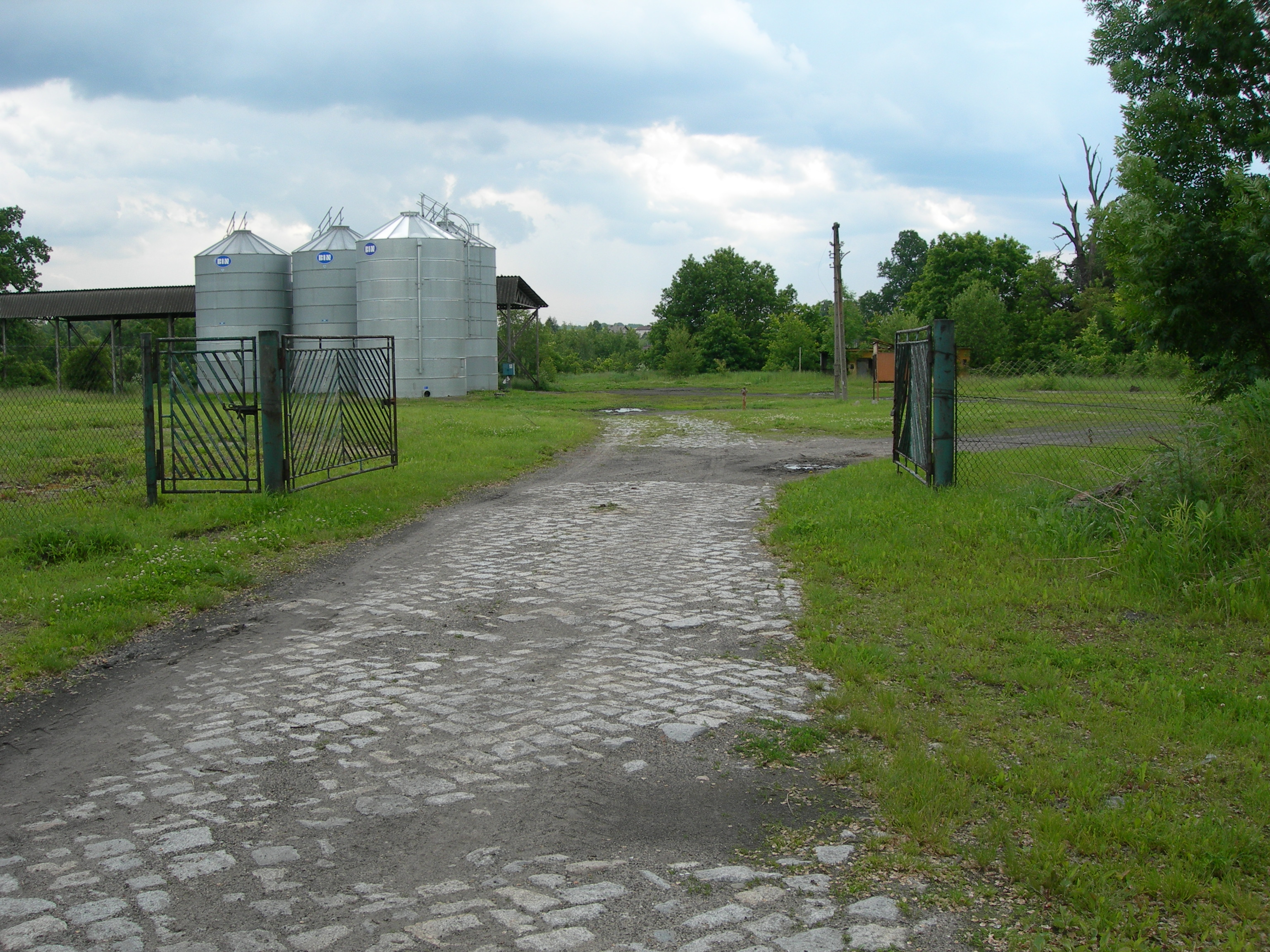
Brukowana droga prowadząca niegdyś do zabudowań dworskich.
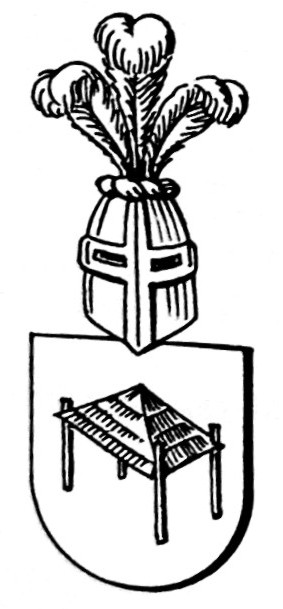
Najstarszy herb rodu Holly.
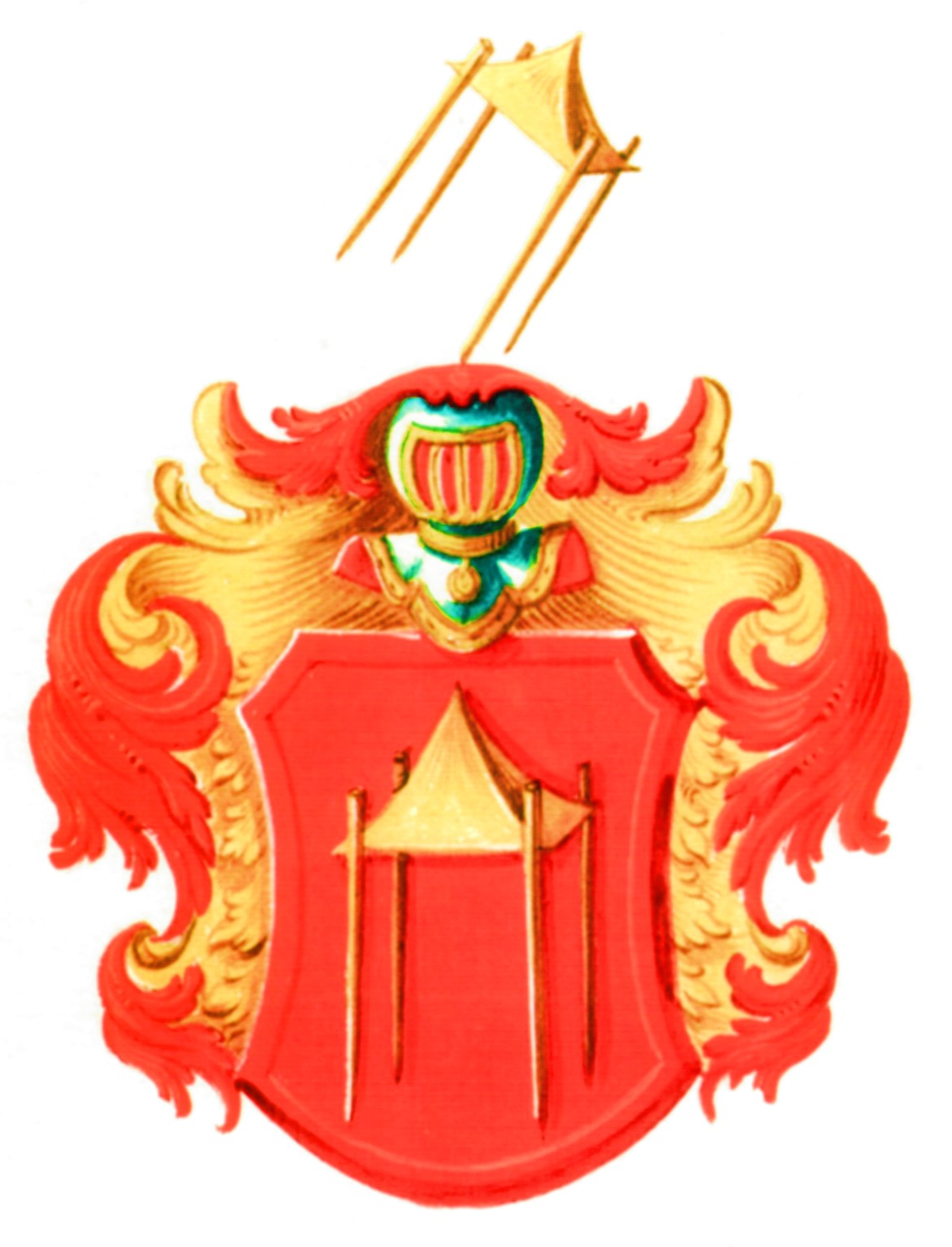
Nowszy herb rodu Holly.